# Строганов, Виктор Фёдорович
Виктор Фёдорович Строганов (р. 1940) — российский учёный в области физико-химии полимеров и полимерных композиционных материалов, доктор химических наук, заслуженный деятель науки РФ.
Родился 31 декабря 1940 года в г. Саки, Крым.
Окончил школу в Казани, Казанский химико-технологический институт им. С. М. Кирова по специальности «Химическая технология» (1963) и заочную аспирантуру Днепропетровского ХТИ (1974).
- 1963—1970 старший инженер-исследователь ЦЗЛ завода им. Я. М. Свердлова, г. Дзержинск Горьковской области.
- 1970—1980 руководитель сектора, начальник лаборатории, ведущий инженер, старший научный сотрудник Дзержинского научно-исследовательского химико-технологического института (ДНИХТИ).
- 1980—1995 заведующий отделом УкрНИИпластмасс, г. Донецк.
- 1995—2006 проректор по научной работе КГАСА-КГАСУ.
- с 2005 года — заведующий кафедрой химии и инженерной экологии в строительстве КГАСУ.

Учёные степени и звания:
- 1976 кандидат химических наук
- 1978 старший научный сотрудник
- 1990 доктор химических наук (тема диссертации «Эпоксидные адгезионные материалы на основе модифицированных олигомерных систем»
- 1993 профессор по специальности «Химия ВМС».
- Почётный член Российской академии архитектуры и строительных наук[1].

Специалист в области физико-химии полимеров и полимерных композиционных материалов. Опубликовал более 300 научных работ, имеет около 100 авторских свидетельств на изобретения, а также патентов России и Украины. 
Подготовил 8 кандидатов и 3 докторов наук.
Изобретатель СССР, Отличник химической промышленности СССР, Заслуженный деятель науки РФ, Почётный работник высшего образования РФ.